# Katherine Schofield
Pour les articles homonymes, voir Schofield (homonymie).
Katherine Schofield est une actrice britannique, née le 16 mars 1939 à Watford et décédée le 6 août 2002 à Londres.

## Biographie
Katherine Schofield quitte l'école à 16 ans et part travailler comme secrétaire puis jeune fille au pair en France, pendant quelques années. Puis elle obtient une bourse et reçoit une formation de comédienne et commence sa carrière en 1963, dans la série No Hiding Place, puis dans la célèbre série britannique, le Doctor Who en 1964, elle enchaîne les petits rôles dans Nicolas et Alexandra en 1971, Jeanne, papesse du diable en 1972. Elle fut mariée à un professeur de l'Université de Cambridge, elle meurt des suites d'un cancer.

## Filmographie
- 1964  : Doctor Who (série TV) : « The Keys of Marinus » Sabetha (5 épisodes)
- 1965  : Chapeau melon et bottes de cuir (série TV) 1 épisode (Les Cybernautes) : Oyuka
- 1965  : Dixon of Dock Green (série TV) 1 épisode (The Heister) : Sally
- 1966-1967 : Le Saint (épisode Le jeu de la mort) :   Réceptionniste / Gretl
- 1971 : Nicolas et Alexandra (Nicholas and Alexandra) : Alexandra Tegleva
- 1972 : Jeanne, papesse du diable : Alma
- 1975 : L'Homme que je suis (The Naked Civil Servant) (TV) : Madame Poole
- 1977 : Hazlitt in Love (TV) : Une prostituée
- 1978 : Empire du grec (The Greek Tycoon) : Helena
- 1985 : Lifeforce : Miss Haversham (secrétaire du Premier Ministre)
- 1988 : The Lion of Africa (TV) : Cecilia